# ادریسا ترائوره (بازیکن فوتبال، زاده ۱۹۹۱)
ادریسا ترائوره (انگلیسی: Idrissa Traoré؛ زادهٔ ۶ مهٔ ۱۹۹۱) بازیکن فوتبال اهل مالی است.
وی همچنین در تیم ملی فوتبال مالی بازی کرده است.